# Hennan (meer)
Hennan (ook wel: Hennansjön) is een meer in de gemeente Ljusdal in het Zweedse landschap Hälsingland. Het langgerekte meer is ongeveer tien kilometer lang en heeft een totale oppervlakte van 23 km². Het meer ligt tussen de plaatsen Hennan en Ramsjö, op een hoogte van 209 meter boven de zeespiegel. De belangrijkste bronnen zijn de rivieren Enån en Svartån. Het meer watert af in de Viskan via de Våljeån, Storsjön, Leån, Letsjön, Sillerboån en de Växnan. Het meer wordt behalve door een paar dorpjes, omringd door bossen en tot circa 500 meter hoge heuvels.